# Sarah E. Goode
Sarah Elisabeth Goode (roj. Jacobs), ameriška obrtnica, podjetnica in izumiteljica, * ok. 1855, † 8. april 1905, Chicago, Illinois, Združene države Amerike.
Je ena prvih Afroameričank, ki so prejele ameriški patent, in prva znana podpisana.

## Življenjepis
O njenem življenju ni veliko znanega. Rodila naj bi se okrog leta 1855 v suženjstvo kot hči mizarja, leta 1860 pa jo je popis prebivalstva zabeležil kot svobodno prebivalko Toleda v Ohiu, staro pet let. Kasneje se je preselila v Chicago in se pred letom 1880 poročila z mizarjem in izdelovalcem stopnic Archibaldom Goodom.
V Chicagu je odprla trgovino s pohištvom, ki je ciljala predvsem na stranke delavskega razreda, kar naj bi jo spodbudilo k razmišljanju o rešitvah zanje. Z možem sta imela otroke, vendar ni znano niti njihovo število.
Umrla je v Chicagu leta 1905.

## Izum
Stranke naj bi se ji pogosto pritoževale zaradi pomanjkanja prostora v svojih majhnih in deljenih delavskih stanovanjih. Zanje je razvila prototip zložljive postelje, ki se je zložena pretvorila v mizico s predali in pokrovom. 14. julija 1885 ji je ameriški patentni urad za iznajdbo podelil patent št. 322.177.
Zdaj ima Sarah E. Goode sloves prve znane Afroameričanke, ki se je podpisala pod ameriški patent, in druge, ki ga je prejela. Judy W. Reed je pred njo, leta 1884, patentirala stroj za gnetenje in valjanje testa, a se je podpisala zgolj z »X« – v drugi polovici 19. stoletja se je z ameriško državljansko vojno ravno končalo suženjstvo v Združenih državah Amerike in mnogo črncev je ostalo nepismenih, saj je bilo sužnjem prepovedano pisati ali se učiti pisanja. Poleg tega so ženske takrat pogosto prikrile spol v patentnih prijavah in se podpisale samo z inicialko imena, podatka o rasni pripadnosti pa obrazci niso zahtevali, zato ni znano, ali je bila pred njo še kakšna afroameriška izumiteljica.